# Yo perdí mi corazón en Lima
Yo perdí mi corazón en Lima (talvolta citato anche col titolo Ho perso il mio cuore a Lima) è un cortometraggio muto del 1933, diretto da Alberto Santana. 

## Trama
Perù, 1932-33.
La giovane Carmen si reca a Lima, città della sua infanzia, per trascorrere qualche tempo presso la zia Angela Zegarra e la cugina Lola, nel signorile quartiere di Miraflores. Le due ragazze, Carmen e Lola, cullano sogni d'amore, incantate anche dai soldati in affascinanti uniformi che sfilano nelle parati militari della capitale.
I sogni non tardano a farsi realtà: Carmen si fidanza con Oscar, e Lola con Juan. Ma si profila la guerra contro la Colombia, e i due ragazzi vengono arruolati. Il conflitto imminente provoca nella popolazione sentimenti misti fra la preoccupazione, il fraintendimento tragicomico (come quando due coscritti rapiscono una ragazza di nome Leticia intendendo in tal modo liberare la città omonima, la cui occupazione aveva provocato la guerra), e l'esaltazione patriottica.
Oscar e Juan, dopo una sfilata militare sotto gli occhi del presidente, sono inviati al fronte. E l'avventura guerresca comincia a mietere le sue vittime: dopo che Carmen, inginocchiata sugli scranni della cattedrale di San Marcelo aveva chiesto al Signore di risparmiare il proprio fidanzato, giunge la notizia della morte in battaglia di Oscar. Carmen, profondamente colpita, non vede di meglio da fare che ritirarsi in un convento.